# Luftflotte 4
A Luftflotte 4 foi um corpo aéreo da Luftwaffe que operou durante a Segunda Guerra Mundial. Foi formado no dia 18 de Março de 1939 a partir do Luftwaffenkommando Österreich na Viena.
Foi redesignado Luftwaffenkommando 4 no dia 24 de Abril de 1945, e se tornou subordinada à Luftflotte 6.

## Oberbefehlshaber
| Comandante                                           | Data                                          |
| ---------------------------------------------------- | --------------------------------------------- |
| Generaloberst Alexander Löhr                         | 18 de Março de 1939 - 20 de Julho de 1942     |
| Generalfeldmarschall Wolfram Freiherr von Richthofen | 20 de Julho de 1942 - 4 de Setembro de 1943   |
| Generaloberst Otto Deßloch                           | 4 de Setembro de 1943 - 17 de Agosto de 1944  |
| Generalleutnant Alexander Holle                      | 25 de Agosto de 1944 - 27 de Setembro de 1944 |
| Generaloberst Otto Deßloch                           | 28 de Setembro de 1944 - 21 de Abril de 1945  |

## Chef des Stabes
- Oberst Günther Korten, 18 de Março de 1939 - 19 de Dezembro de 1939
- Oberst Herbert Olbrich, 19 de Dezembro de 1939 - 21 de Julho de 1940
- Obstlt Andreas Nielsen, 21 de Julho de 1940 - 3 de Novembro de 1940
- Oberst Richard Schimpf, 4 de Novembro de 1940 - 15 de Janeiro de 1941
- GenLt Günther Korten, 15 de Janeiro de 1941 - 12 de Agosto de 1942
- Oberst Hans-Detlef Herhudt von Rohden, 24 de Agosto de 1942 - 23 de Fevereiro de 1943
- Oberst Karl-Heinrich Schulz, 1 de Março de 1943 - 25 de Março de 1943
- Gen Otto Dessloch, 26 de Março de 1943 - 3 de Setembro de 1943
- GenMaj Karl-Heinrich Schulz, 3 de Setembro de 1943 - 21 de Abril de 1945

## Bases do QG
| 1 de Fevereiro de 1939 - Agosto de 1939       | Wien                                               |
| Agosto de 1939 - Setembro de 1939             | Reihenbach/Schlesien                               |
| Setembro de 1939 - Junho de 1941              | Wien                                               |
| Junho de 1941 - Julho de 1941                 | Jasionsk, próximo de Rzewszow                      |
| Julho de 1941 - 1 de Agosto de 1941           | Kremenez                                           |
| 1 de Agosto de 1941 - Setembro de 1941        | Winnitsa                                           |
| Setembro de 1941 - Maio de 1942               | Nikolayev                                          |
| Maio de 1942 - 18 de Julho de 1942            | Poltava                                            |
| 18 de Julho de 1942 - Outubro de 1942         | Mariupol                                           |
| Outubro de 1942 - Dezembro de 1942            | Jessentuki                                         |
| Dezembro de 1942 - Março de 1943              | Novotscherkask, próximo de Rostov; later Taganrog? |
| Março de 1943 - Outubro de 1943               | Dnjepropetrovsk                                    |
| Outubro de 1943 - Fevereiro de 1944           | Uman                                               |
| Fevereiro de 1944 - 8 de Março de 1944        | Proskurov                                          |
| 8 de Março de 1944 - 4 de Julho de 1944       | Morczyn                                            |
| 5 de Julho de 1944 - Agosto de 1944           | Ramnicut-Sarat                                     |
| Agosto de 1944 - 7 de Setembro de 1944        | Debreczen                                          |
| 7 de Setembro de 1944 - 10 de Outubro de 1944 | Nyiregihaza                                        |
| 10 de Outubro de 1944 - Dezembro de 1944      | Tavaros                                            |
| Dezembro de 1944 - Abril de 1945              | Modern, próximo de Pressburg                       |
| Abril de 1945                                 | Hörsching                                          |

## Ordem de Batalha
Controlou as seguintes unidades durante a guerra.
- Verbindungsstaffel/Luftflotte 4 (Fi 156), 7.44 -?
- Kurierstaffel/Luftflotte 4 (Fw 58, He 46)
- Luftwaffenkommando Don, 26.8.42 - 17.2.43
- Luftwaffenkommando Kaukasus, 25.11.42 - 6.2.43
- I. Fliegerkorps, 19.7.42 - 26.8.42 e 17.2.43 - 14.4.45
- II. Fliegerkorps, 11.44 - 3.2.45
- IV. Fliegerkorps, 5.41 - 12.43
- V. Fliegerkorps, 5.41 - 12.41
- VIII. Fliegerkorps, 1.41 - 6.41 e 5.42 - 7.44
- XI. Fliegerkorps, 4.41 - 6.41
- Kgl. Rumänischen Fliegerkorps, 1942 - 8.44
- 2. Flieger-Division, 8.39 - 22.9.39
- 17. Flieger-Division, 26.1.45 - 6.4.45
- 102. ungarischen Flieger-Division, 44 - 45
- Komm. General der Deutschen Luftwaffe in Nordbalkan, 10.44 - 3.2.45
- Komm. General der Deutschen Luftwaffe in Rumänien, 1944 - 9.44
- Komm. General der Deutschen Luftwaffe in Ungarn, 1944 - 3.45
- Fliegerführer z.b.V., 8.39 - 10.39
- Fliegerführer Nordbalkan, 10.44 - 2.45
- Fliegerführer Süd, 12.41 - final de 1942
- Seefliegerführer Schwarzes Meer, final de 1942 - 4.44
- Jagdfliegerführer Rumänien, 1943 - 2.44 e 9.44
- Sonderstab Krim, 12.41 - 2.42
- Luftwaffen-Einsatzstab Kroatien, 1944 -.44
- Luftgau-Kommando VIII, 1.4.39 - 5.42
- Luftgau-Kommando XVII, 3.39 - 1.1.43 e 1.3.45 - 6.4.45
- Luftgau-Kommando Charkow, 9.42 - 6.43
- Luftgau-Kommando Kiew, 11.41 - 9.9.42
- Luftgau-Kommando Rostow, 11.41 - 6.43
- Feldluftgau-Kommando XXV, 1.4.43 - 1.7.44
- Luftgaustab z.b.V. 4, 6.41 - 11.41
- Luftgaustab z.b.V. 8, 8.39 - 10.39
- Luftgaustab z.b.V.40, 6.41 - 11.41
- Luftwaffenmission Rumänien, 1941 - 6.43
- Luftwaffenmission Bulgarien, 1942 - 6.43
- Luftwaffen-Feld-Division 15, 1942
- I. Flakkorps, 1.4.41 - 6.44
- II. Flakkorps, 6.41 - 9.41
- V. Flakkorps, 11.44 - 4.45
- 5. Flak-Division, 12.42 - 8.44?
- 9. Flak-Division, 1.42 - 5.42 e 3.44 - 9.44
- 10. Flak-Division, 9.41 - 5.42
- 15. Flak-Division, 6.44 - 11.44
- Flak-Brigade VI (?), 5.42 - 12.42
- Luftnachrichten-Regiment 4
- Luftnachrichten-Regiment 14
- Luftnachrichten-Regiment 24